# Diocèse de Río Gallegos
Le diocèse de Río Gallegos (en latin : Dioecesis Rivogallaecensis ; en espagnol : Diócesis de Río Gallegos) est un diocèse de l'Église catholique en Argentine, suffragant de l'archidiocèse de Bahía Blanca.

## Territoire
Il comprend la province de Santa Cruz et la province de Terre de Feu ce qui correspond à un territoire de 265 214 km2 divisé en 42 paroisses.
Le siège épiscopal est dans la ville de Río Gallegos où se trouve la cathédrale Notre-Dame de Luján.

## Historique
Le diocèse est érigé le 10 avril 1961 par la constitution apostolique Ecclesiarum omnium du pape Jean XXIII en prenant une partie du territoire du diocèse de Comodoro Rivadavia. Il est nommé suffragant de l'archidiocèse de Bahía Blanca.
Par la lettre apostolique Pastorali studio du 20 novembre 1962, Jean XXIII décrète que saint Jean Bosco est la saint patron principal du diocèse.

## Évêques
- Mauricio Eugenio Magliano, S.D.B (12 juin 1961 - 31 mai 1974)
- Miguel Ángel Alemán Eslava, S.D.B (5 avril 1975 - 11 mars 1992)
- Alejandro Antonio Buccolini, S.D.B (11 juillet 1992 - 25 octobre 2005)
- Juan Carlos Romanin, S.D.B (25 octobre 2005 - 18 avril 2012)
- Miguel Ángel D'Annibale (21 février 2013 - 15 juin 2018), nommé évêque de San Martín
- Jorge Ignacio García Cuerva (3 janvier 2019 - 26 mai 2023), nommé archevêque de Buenos Aires
- Ignacio Damián Medina, depuis le 11 août 2023